# شادراك نساجيغوا
شادراك نساجيغوا (بالإنجليزية: Shadrack Nsajigwa)‏ لاعب كرة قدم تنزاني دولي يجيد اللعب في مركز الظهير الأيمن . يلعب حاليا لصالح نادي يونغ أفريكانز التنزاني .

## روابط خارجية
- شادراك نساجيغوا على موقع قاعدة بيانات كرة القدم.إي يو (الإنجليزية)
- شادراك نساجيغوا على موقع ناشيونال فوتبول تيمز (الإنجليزية)
- شادراك نساجيغوا على موقع Soccerway.com (الإنجليزية)
- شادراك نساجيغوا على موقع كووورة